# Bukovec (Košice-okolie)
Bukovec (ungarisch Idabukóc – älter Bukóc) ist eine Gemeinde im Osten der Slowakei mit 881 Einwohnern (Stand 31. Dezember 2024). Sie liegt im Okres Košice-okolie, einem Teil des Košický kraj.

## Geografie

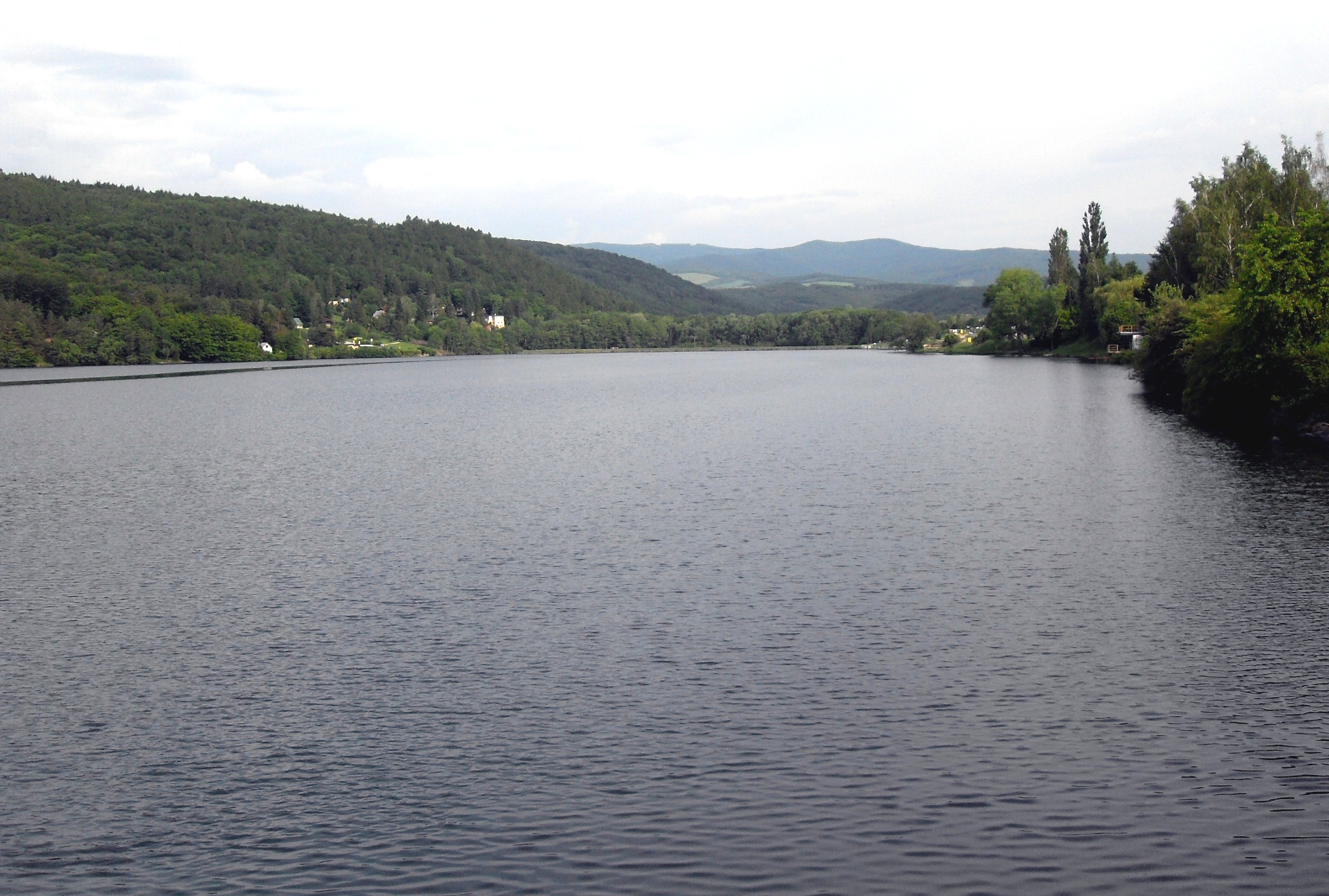
Stausee unterhalb von Bukovec (Vodná nádrž Pod Bukovcom).

Die Gemeinde liegt etwa fünf Kilometer westlich der Großstadt Košice (Stadtteil Myslava). Das knapp elf km² große Gemeindegebiet umfasst einen Talabschnitt der Ida, die hier die südöstlichsten Ausläufern des Slowakischen Erzgebirges durchbricht. Prägend für Bukovec sind zwei von der Ida gespeiste Talsperren: der größere Stausee Vodná nádrž Bukovec oberhalb des Dorfes, der sich bis Hýľov hinzieht sowie der Stausee unterhalb von Bukovec (Vodná nádrž Pod Bukovcom). Beide Talsperren wurden in den 1960er Jahren zur Sicherung der Wasserversorgung von Košice sowie für die Notkühlung des Stahlwerkes Košice errichtet. Während die Ufer des oberen Stausees weitgehend naturbelassen wirken, ist mit dem unteren Stausee ein Magnet für die Naherholung im Raum Košice entstanden. Am östlichen Ufer gibt es eine touristische Infrastruktur mit Zeltplatz, Gaststätten, Sandstränden, Bootsanlegestellen und Spielplätzen; das Westufer und der Süden nahe der Staumauer ist den Anglern vorbehalten. Zwischen Bukovec und Malá Ida besteht ein Golfplatz. Östlich und westlich der Ida ist das Gemeindeareal von dichten Laubwäldern bedeckt. Das Ortszentrum liegt auf einer Höhe von 351 m n.m., den höchsten Punkt im Gemeindegebiet bildet die Erhebung Zámčisko unmittelbar westlich des Dorfkerns mit 496 m n.m.
Nachbargemeinden von Bukovec sind Nižný Klátov im Norden, Baška und Košice (Stadtteil Myslava) im Osten, Malá Ida im Süden sowie Šemša im Südwesten.

## Geschichte
Im Jahr 1347 wurde Bukovec erstmals schriftlich als Bakolch Villa im Zusammenhang mit der Existenz einer Kapelle und einer Wassermühle erwähnt.
Der Ort gehörte damals einer Familie Čurka aus Malá Ida. 1401 kam der nordwestliche Teil des Dorfes (heutige Gemeinde Hýľov) unter die Herrschaft König Sigismunds, weil dort Silbererze gefunden wurden. Die Ausbeute blieb gering und so wurde Bukovec 1427 von Šebastián von Geča, einem Gefolgsmann des Königs, erworben. 1406 tauchte der Ort in schriftlichen Quellen als Bokolch auf, 1427 als Bokalch Im 15. Jahrhundert wurde anstelle der alten Kapelle ein neues Gotteshaus errichtet, das den Heiligen Peter und Paul geweiht wurde.
Nach dem Aussterben der königlichen Familie Vladislavs im Jahr 1491 kam Bukovec an die Stadt Košice.
Über die Schreibweisen Bowkowlch (1446),  Bokolcz (1491), Bwkolcz (1563) entstand allmählich der heutige Name der Gemeinde.
Für 1808 sind Bukovec bzw. Bukovce auf Slowakisch und Bukocz in der ungarischen Form belegt.
Der Name des Dorfes stammt vom slowakischen Wort „buk“ für Buche.
In der Zeit der Zugehörigkeit zu Košice wanderten viele Deutsche in das Gebiet ein, noch im 16. Jahrhundert wurde in Bukovec überwiegend Slowakisch und Deutsch gesprochen. In einem Lexikon aus dem Jahr 1773 wurde Bukovec dann aber als ein rein slowakisches Dorf beschrieben.
Bei einer Volkszählung des Jahres 1828 gab es im Dorf 60 Häuser mit 465 Einwohnern, 1869 zählte man 445, im Jahr 1910 schließlich 479 Bewohner.
Nach dem Ersten Wiener Schiedsspruch gehörte Bukovec und Umgebung von 1938 bis 1945 noch einmal zu Ungarn.

## Bevölkerung
| Jahr                | 1994 | 2004     | 2014  | 2024    |
| ------------------- | ---- | -------- | ----- | ------- |
| Anzahl der Personen | 594  | 700      | 805   | 881     |
| Unterschied         |      | +17,84 % | +15 % | +9,44 % |

| Jahr                | 2023 | 2024    |
| ------------------- | ---- | ------- |
| Anzahl der Personen | 856  | 881     |
| Unterschied         |      | +2,92 % |

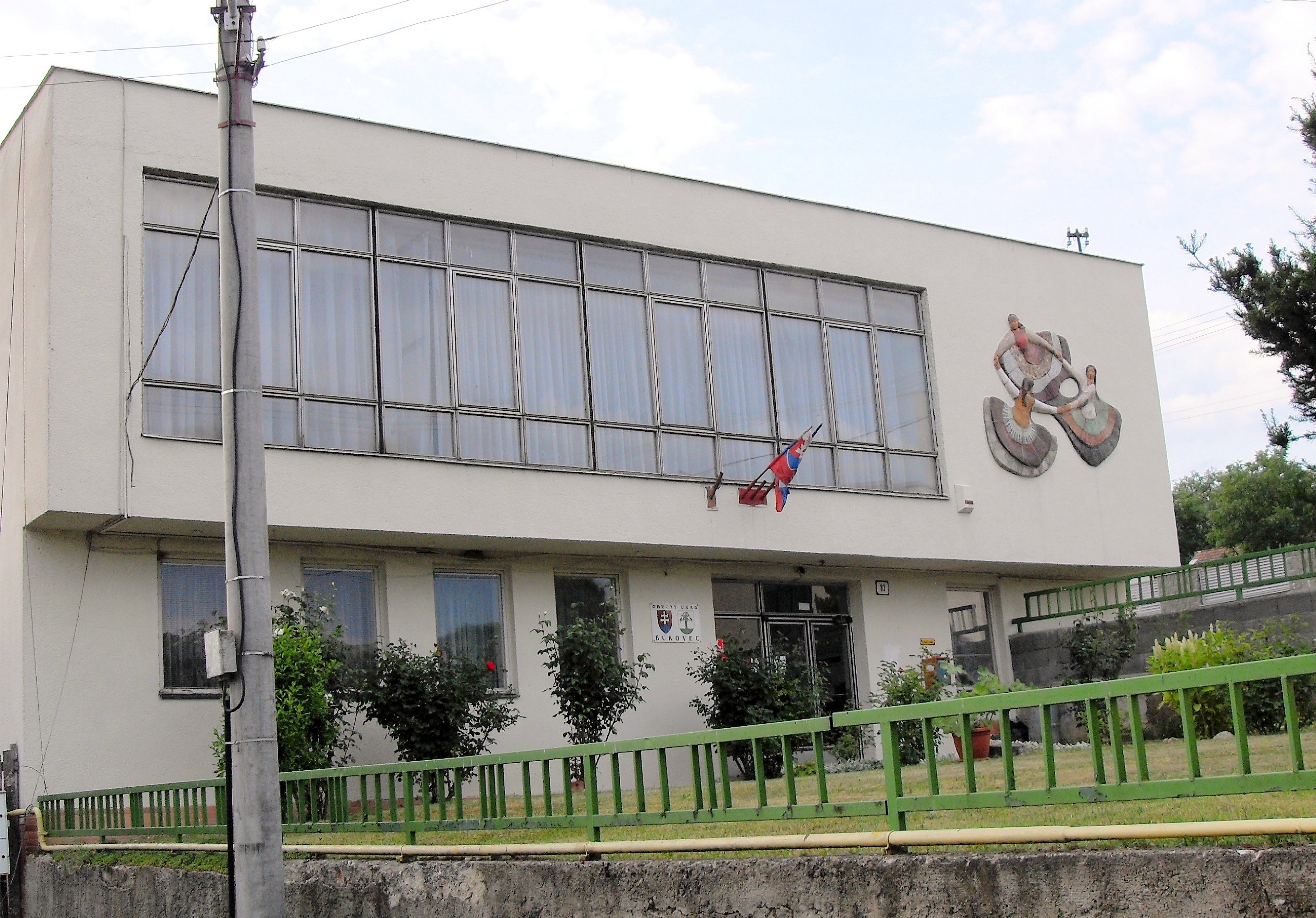
Gemeindeverwaltung von Bukovec

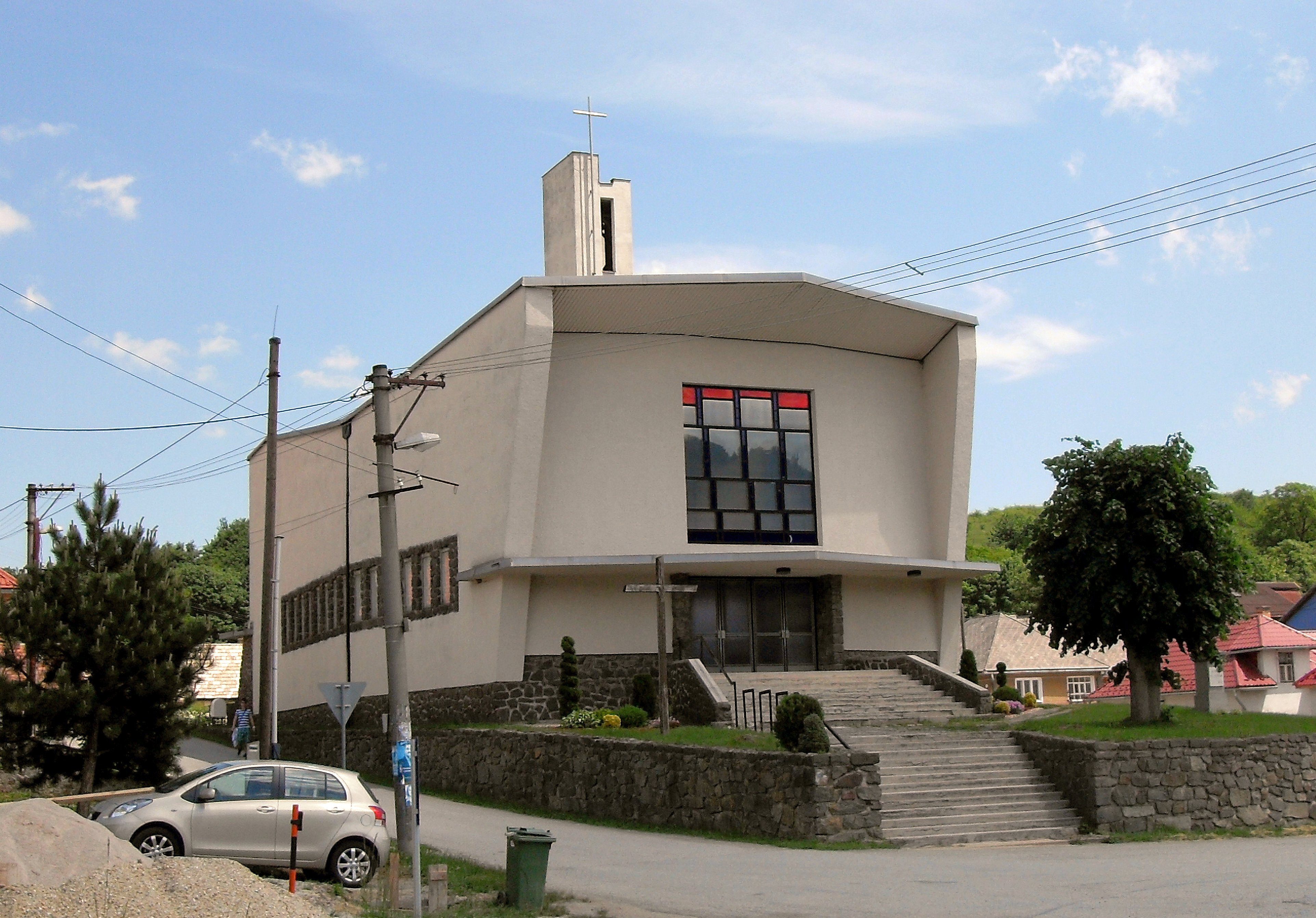
St.-Peter- und Pauls-Kirche Bukovec

Nach den Ergebnissen der Volkszählung 2001 lebten in Bukovec 1035 Einwohner, davon 97,26 % Slowaken.
88,9 % der Bewohner bekannten sich zur römisch-katholischen Kirche.

## Sehenswürdigkeiten
- Die römisch-katholische St.-Peter- und Pauls-Kirche (Rímskokatolícky kostol svätých Petra a Pavla) steht in der Ortsmitte. Sie wurde in den 1960er Jahren anstelle der Kirche aus dem 15. Jahrhundert errichtet.

## Wirtschaft und Infrastruktur
Neben Land- und Forstwirtschaft spielt der Tourismus (Hotel- und Gaststättengewerbe) die wichtigste Rolle in Bukovec. Zudem gibt es im Ort Einzelhandelsgeschäfte, eine Schule und eine Bibliothek.
Die Einwohner arbeiten in kleinen metallverarbeitenden Betrieben, im Einzelhandel oder im Tourismusbereich bzw. pendeln in die nahe Großstadt Košice. Seit den 1970er Jahren ist Bukovec ein bevorzugter Eigenheim- und Wochenendhaus-Standort für Bewohner Košices, die Ruhe suchen und trotzdem die Vorzüge der Großstadt nicht missen wollen. Dazu trägt auch der gut ausgebaute öffentliche Nahverkehrs bei.
Von Bukovec führen Straßen über Baška nach Košice, über Hýľov nach Zlatá Idka bzw. Košická Belá sowie über Malá Ida nach Šaca an der Europastraße 571. Vom nahen Košice aus bestehen Bahnverbindungen in alle Landesteile.